# Cal Majo (Torregrossa)
Cal Majo és un monument del municipi de Torregrossa (Pla d'Urgell) inclòs en l'Inventari del Patrimoni Arquitectònic de Catalunya.

## Descripció
Edifici de tres pisos i façana coronada amb un petit frontó, finestres simètriques u la central amb decoracions de gust neoclàssic. A la part del darrere hi ha una galeria amb arcades. La porta principal presenta una magnífica llinda de pedra.

## Història
Datat de l'any 1829. Antic molí d'oli. Durant la guerra civil va servir de caserna als membres del POM.
Tot i tenir una planta més, aquest edifici guarda moltes similituds formals amb Cal Salvià, ubicada a un carrer proper.
Ha estat restaurada recentment, conservant la seva estructura original. Els acabats de façana han estat substituïts per un arrebossat pintat. La modificació més important és la construcció annexa, ara amb terrassa balustrada i abans cobert amb teula.